# Клан Куртін

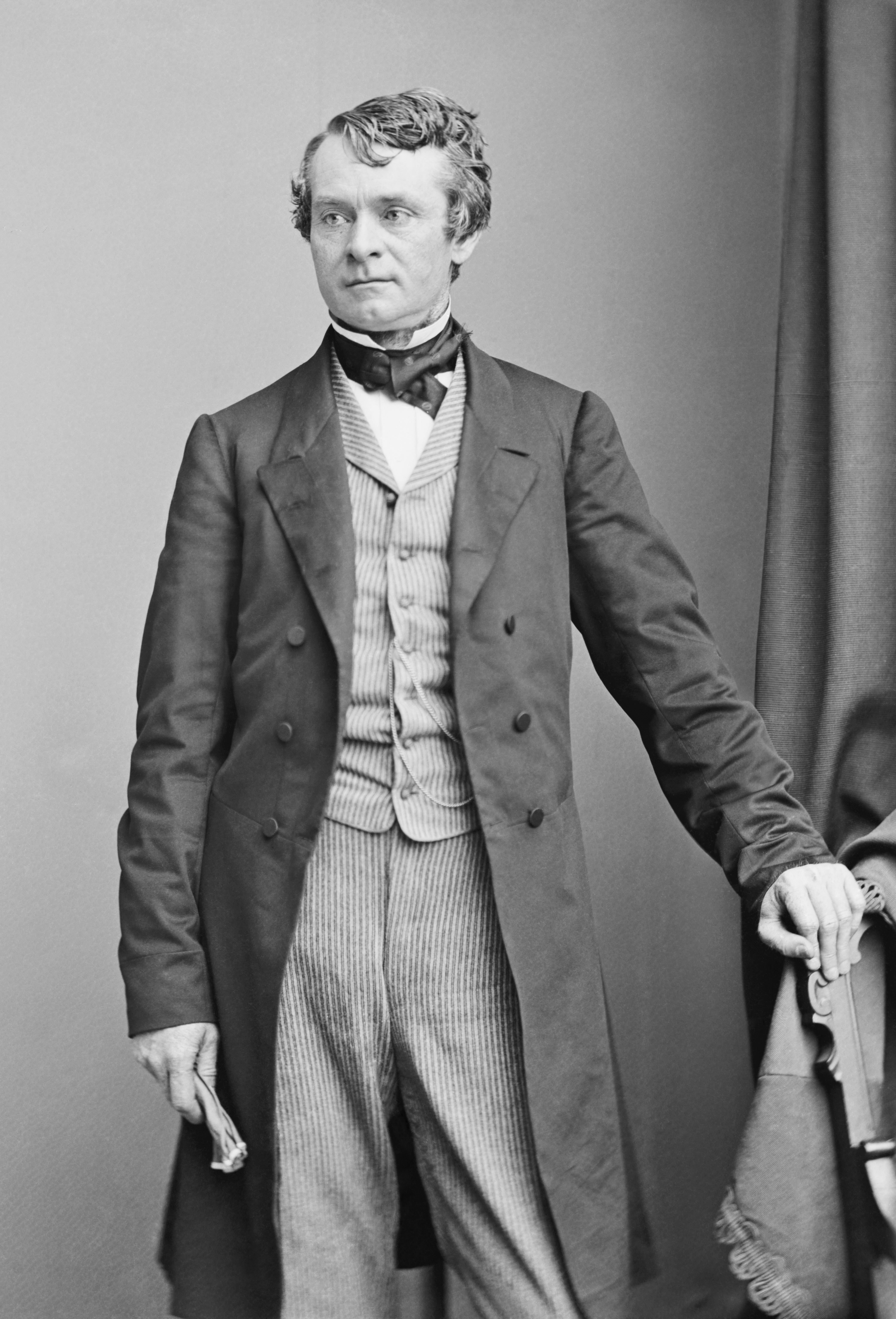
Ендрю Грегг Куртін (ірл. — Andrew Gregg Curtin) (1817—1894).

Клан Куртін (ірл. — Clan Curtin, Clan Mac Cruitín, Clan O'Cruitin) — клан Мак Круйтін, клан О'Круйтін — один з ірландських кланів. Виник як септа клану Дал г-Кайс. Назва Куртін — англоїзований варіант ірландської назви О'Круйтін.

## Історія клану Куртін
Вважається, що було два клани Куртін — один в графстві Клер, а інший в графстві Корк. Перший виник, як септа клану Дал г-Кайс (Далкассіан). Клан Куртін з Корку володів землями Корко Модруа (Корко Моруа) (ірл. — Corco Modhruadh) або Коркомороу (ірл. — Corcomroe). До цього клану належить низка відомих постатей ірландської історії. Зокрема, спадкові ірландські О'Браєни з Томонда. Також до цього клану належить вчений Аод Буй Мак Круйтін (ірл. — Aodh Buí Mac Cruitín) відомий спеціаліст з ірландської мови, знавець ірландської літератури до ХІХ століття.
Другий клан Куртін — з Клер — багато разів згадується в середньовічних ірландських літописах та в середньовічному ірландському тексті, що написаний до 1300 року і називається «Кріхад ан Хаойллі» (ірл. — Críchad an Chaoilli). Там про цей клан сказано: «Meic Coirtein o Baile Meig Coirtein do mhuinntir Rathan iat sein» — «Клан Мейк Койртейн живе на своїй землі на рівнині Койрнейн підпорядковані вождю з Рахана». Цей клан володів землями Фір Майге Фене (ірл. — Fir Maige Féne) в нинішньому баронстві Фермой (ірл. — Fermoy), графство Корк. Резиденція вождя клану була в місцевості Рахан (ірл. — Rahan) біля селища Паріш, що біля Меллоу.

## Відомі і видатні люди клану Куртін
- Ендрю Грегг Куртін (ірл. — Andrew Gregg Curtin) (1817—1894) — американський юрист та політик, XV губернатор Пенсильванії.
- Бреннан Куртін (ірл. — Brennan Curtin) (нар. 1980) — американський футболіст.
- Бріан Куртін (ірл. — Brian Curtin) (нар. 1951) — ірландський адвокат і суддя.
- Чарльз Куртін (ірл. — Charles Curtin) (1890—1967) — англійський футболіст.
- Клауде Куртін (ірл. — Claude Curtin) (1920—1994) — австралійський футбольний діяч.
- Клайд А. Куртін (ірл. — Clyde A. Curtin) — американський льотчик-ас часів війни в Кореї.
- Ден Куртін (ірл. — Dan Curtin) (1898—1980) — австралійський політик.
- Девід Куртін (ірл. — David Curtin) — ірландський спортсмен.
- Дейдре Куртін (ірл. — Deirdre Curtin) (нар. 1960) — ірландський академік.
- Дон Куртін (ірл. — Don Curtin) — американський футболіст.
- Гойт Куртін (ірл. — Hoyt Curtin) (1922—2000) — американський композитор та продюсер.
- Джеймс Майкл Куртін (ірл. — James Michael Curtin) (нар. 1983) — британський музика.
- Джейн Куртін (ірл. — Jane Curtin) (нар. 1947) — американська актриса.
- Джефф Куртін (ірл. — Jeff Curtin) (нар. 1983) — американський футболіст.
- Джеремайх Куртін (ірл. — Jeremiah Curtin) (1835—1906) — американський етнограф, фольклорист та перекладач.
- Джон Куртін (ірл. — John Curtin) (1885—1945) — австралійський політик, XIV прем'єр-міністр Австралії.
- Джон Куртін (ірл. — John Curtin) (1865—1925) — американський політик, сенатор від штату Каліфорнія.
- Джон І. Куртін (ірл. — John I. Curtin) (1837—1911) — американський генерал під час Громадянської війни в США.
- Джон Томас Куртін (ірл. — John Thomas Curtin) (нар. 1921) — американський юрист.
- Джозеф Куртін (ірл. — Joseph Curtin) — американський скрипаль.
- Майкл Куртін (ірл. — Michael Curtin) — американський політик.
- Пітер Куртін (ірл. — Peter Curtin) (1943—2014) — австралійський актор.
- Філіп Д. Куртін (ірл. — Philip D. Curtin) (1922—2009) — американський історик.
- Філліс Куртін (ірл. — Phyllis Curtin) (нар. 1921) — американська співачка.
- Валері Куртін (ірл. — Valerie Curtin) (нар. 1945) — американський актор і сценарист.
- Віллард С. Куртін (ірл. — Willard S. Curtin) (1905—1996) — американський політик.